# 全英アマチュアゴルフ選手権
全英アマチュアゴルフ選手権 (ぜんえいアマチュアゴルフせんしゅけん, The Amateur Championship)は毎年6月にイギリスで開催される男子アマチュアゴルフのトーナメント。イギリスではジ・アマチュア・チャンピオンシップ（The Amateur）とも呼ばれているが、正式名称は"The Amateur Championship"であり全英やゴルフという表現は含まれない。

## 歴史
1885年にロイヤル・リヴァプール・ゴルフクラブで初開催。以後、第一次世界大戦、第二次世界大戦期を除いて毎年開催。1949年と2019年のみイギリス以外（アイルランド）で開催された。
過去にはボビー・ジョーンズ、ホセ・マリア・オラサバル、セルヒオ・ガルシアらが優勝している。2009年にはイタリアのマッテオ・マナセロが史上最年少の16歳2ヶ月で優勝を果たした。

## 大会方式
大会はまず288名が2日間のストロークプレーを行い、上位64名がマッチプレーによるトーナメントに進む。準決勝までが18ホール、決勝は36ホールで争われる。優勝者には翌月の全英オープンと翌年のマスターズの出場権が与えられる。

## 歴代優勝者
| Year                                    | Winner                               | Score                          | Runner-up        | Semi-finalists                         | Venue                          | Ref.  |
| --------------------------------------- | ------------------------------------ | ------------------------------ | ---------------- | -------------------------------------- | ------------------------------ | ----- |
| 2025                                    | Ethan Fang                           | 1 up                           | Gavin Tiernan    | Veikka Viskari, Riccardo Fantinelli    | Royal St George's              | [ 1 ] |
| 2024                                    | Jacob Skov Olesen                    | 4 & 3                          | Dominic Clemons  |                                        | Ballyliffin                    |       |
| 2023                                    | Christo Lamprecht                    | 3 & 2                          | Ronan Kleu       | Ratchanon Chantananuwat, Frank Kennedy | Hillside                       |       |
| 開催年                                  | 開催コース                           | 優勝者                         | 出身国           | 決勝スコア                             | 準優勝者                       |       |
| 2022                                    | Royal Lytham & St. Annes Golf Club   | Aldrich Potgieter              | 南アフリカ共和国 | 3 & 2                                  | Sam Bairstow                   |       |
| 2021                                    | Nairn Golf Club                      | レアード・シェパード           | イングランド     | 38 holes                               | Monty Scowsill                 |       |
| 2020                                    | Royal Birkdale Golf Club             | Joe Long                       | イングランド     | 4 & 3                                  | Joe Harvey                     |       |
| 2019                                    | Portmarnock Golf Club                | ジェームス・サグルー           | アイルランド     | 2 up                                   | Euan Walker                    |       |
| 2018                                    | ロイヤル・アバディーン・ゴルフクラブ | ジョバン・レビュラ             | 南アフリカ共和国 | 3 & 2                                  | ロビン・ドーソン               |       |
| 2017                                    | ロイヤル・セントジョージズ           | ハリー・エリス                 | イングランド     | 38ホール                               | ディラン・ペリー               |       |
| 2016                                    | ロイヤル・ポースコール・ゴルフクラブ | スコット・グレゴリー           | イングランド     | 2 & 1                                  | Robert MacIntyre               |       |
| 2015                                    | Carnoustie Golf Links                | ロマン・ランガスク             | フランス         | 4 & 2                                  | Grant Forrest                  |       |
| 2014                                    | ロイヤル・ポートラッシュ             | ブラッドリー・ニール           | スコットランド   | 2 & 1                                  | ザンダー・ロンバード           |       |
| 2013                                    | ロイヤル・シンクポーツ               | ギャリック・ポーティアス       | イングランド     | 6 & 5                                  | Toni Hakula                    |       |
| 2012                                    | ロイヤルトルーン                     | アラン・ダンバー               | 北アイルランド   | 1 up                                   | Matthias Schwab                |       |
| 2011                                    | ヒルサイド・ゴルフクラブ             | ブライデン・マクファーソン     | オーストラリア   | 3 & 2                                  | マイケル・スチュワート         |       |
| 2010                                    | ミュアフィールド                     | ジョン・ジン                   | 韓国             | 5 & 4                                  | James Byrne                    |       |
| 2009                                    | フォームビーGC                       | マッテオ・マナセロ             | イタリア         | 4 & 3                                  | サム・ハッツビー               |       |
| 2008                                    | ターンベリー                         | ライナー・サクストン           | オランダ         | 3 & 2                                  | トミー・フリートウッド         |       |
| 2007                                    | ロイヤルリザム&セントアンズ          | ドリュー・ウィーバー           | アメリカ合衆国   | 2 & 1                                  | ティム・スチュワート           |       |
| 2006                                    | ロイヤル・セントジョージズ           | ジュリアン・ガリエ             | フランス         | 4 & 3                                  | アダム・ジー                   |       |
| 2005                                    | ロイヤルバークデール                 | ブライアン・マッケルヒニー     | アイルランド     | 5 & 4                                  | ジョン・ギャラガー             |       |
| 2004                                    | セント・アンドリュース               | スチュアート・ウィルソン       | スコットランド   | 4 & 3                                  | Lee Corfield                   |       |
| 2003                                    | ロイヤルトルーン                     | ゲイリー・ウォルステンホルム   | イングランド     | 6 & 5                                  | ラファエル・デ・スーザ         |       |
| 2002                                    | ロイヤル・ポースコール               | アレハンドロ・ララサバル       | スペイン         | 1 up                                   | マーティン・セル               |       |
| 2001                                    | プレストウィック・ゴルフ・クラブ     | マイケル・ホーイ               | 北アイルランド   | 1 up                                   | イアン・キャンベル             |       |
| 2000                                    | ロイヤル・リヴァプール               | ミッコ・イロネン               | フィンランド     | 2 & 1                                  | Christian Reimbold             |       |
| 1999                                    | ロイヤル・カウンティ・ダウン         | グレーム・ストーム             | イングランド     | 7 & 6                                  | Aran Wainwright                |       |
| 1998                                    | ミュアフィールド                     | セルヒオ・ガルシア             | スペイン         | 7 & 6                                  | クレイグ・ウィリアムズ         |       |
| 1997                                    | ロイヤル・セントジョージズ           | クレイグ・ワトソン             | スコットランド   | 3 & 2                                  | トレバー・イメルマン           |       |
| 1996                                    | ターンベリー                         | Warren Bladon                  | イングランド     | 1 up                                   | Roger Beames                   |       |
| 1995                                    | ロイヤル・リヴァプール               | ゴードン・シェリー             | スコットランド   | 7 & 6                                  | マイケル・レイナルド           |       |
| 1994                                    | ネアンGC                             | リー・S・ジェームス            | イングランド     | 2 & 1                                  | ゴードン・シェリー             |       |
| 1993                                    | ロイヤル・ポートラッシュ             | Iain Pyman                     | イングランド     | 37 holes                               | Paul Page                      |       |
| 1992                                    | カーヌスティ・ゴルフリンクス         | Stephen Dundas                 | スコットランド   | 7 & 6                                  | ブラッドリー・ドレッジ         |       |
| 1991                                    | ガントンGC                           | Gary Wolstenholme              | イングランド     | 8 & 6                                  | ボブ・メイ                     |       |
| 1990                                    | ミュアフィールド                     | ロルフ・マンツ                 | オランダ         | 7 & 6                                  | Michael Macara                 |       |
| 1989                                    | ロイヤルバークデール                 | スティーブン・ドッド           | ウェールズ       | 5 & 3                                  | クレイグ・カッセルズ           |       |
| 1988                                    | ロイヤル・ポースコール               | クリスチャン・ハーディン       | スウェーデン     | 1 up                                   | Ben Fouchee                    |       |
| 1987                                    | プレストウィック・ゴルフ・クラブ     | ポール・メイヨー               | ウェールズ       | 3 & 1                                  | ピーター・マクエボイ           |       |
| 1986                                    | ロイヤルリザム&セントアンズ          | デビッド・カレイ               | イングランド     | 11 & 9                                 | Geoff Birtwell                 |       |
| 1985                                    | ロイヤル・ドーノック                 | Garth McGimpsey                | 北アイルランド   | 8 & 7                                  | グラハム・ホームウッド         |       |
| 1984                                    | フォームビーGC                       | ホセ・マリア・オラサバル       | スペイン         | 5 & 4                                  | コリン・モンゴメリー           |       |
| 1983                                    | ターンベリー                         | フィリップ・パーキン           | ウェールズ       | 5 & 4                                  | Jim Holtgrieve                 |       |
| 1982                                    | ロイヤル・シンクポーツ               | Martin Thompson                | イングランド     | 4 & 3                                  | Andrew Stubbs                  |       |
| 1981                                    | セント・アンドリュース               | Phillipe Ploujoux              | フランス         | 4 & 2                                  | Joel Hirsch                    |       |
| 1980                                    | ロイヤル・ポースコール               | ダンカン・エヴァンズ           | ウェールズ       | 4 & 3                                  | David Suddards                 |       |
| 1979                                    | ヒルサイドGC                         | ジェイ・シーゲル               | アメリカ合衆国   | 3 & 2                                  | スコット・ホーク               |       |
| 1978                                    | ロイヤルトルーン                     | ピーター・マクエボイ           | イングランド     | 4 & 3                                  | Paul McKellar                  |       |
| 1977                                    | ガントンGC                           | ピーター・マクエボイ           | イングランド     | 5 & 4                                  | H.M. Campbell                  |       |
| 1976                                    | セント・アンドリュース               | Dick Siderowf                  | アメリカ合衆国   | 37 holes                               | J.C. Davies                    |       |
| 1975                                    | ロイヤル・リヴァプール               | ビニー・ジャイルズ             | アメリカ合衆国   | 8 & 7                                  | マーク・ジェームズ             |       |
| 1974                                    | ミュアフィールド                     | トレバー・ホーマー             | イングランド     | 2 up                                   | Jim Gabrielsen                 |       |
| 1973                                    | ロイヤル・ポースコール               | Dick Siderowf                  | アメリカ合衆国   | 5 & 3                                  | Peter H. Moody                 |       |
| 1972                                    | ロイヤル・セントジョージズ           | トレバー・ホーマー             | イングランド     | 4 & 3                                  | Alan Thirlwell                 |       |
| 1971                                    | カーヌスティ・ゴルフリンクス         | スティーブ・メルニック         | アメリカ合衆国   | 3 & 2                                  | ジム・シモンズ                 |       |
| 1970                                    | ロイヤル・カウンティ・ダウン         | マイケル・ボナラック           | イングランド     | 8 & 7                                  | ビル・ハインドマン             |       |
| 1969                                    | ロイヤル・リヴァプール               | マイケル・ボナラック           | イングランド     | 3 & 2                                  | ビル・ハインドマン             |       |
| 1968                                    | ロイヤルトルーン                     | マイケル・ボナラック           | イングランド     | 7 & 6                                  | ジョー・カー                   |       |
| 1967                                    | フォームビーGC                       | ボブ・ディックソン             | アメリカ合衆国   | 2 & 1                                  | ロン・セルード                 |       |
| 1966                                    | カーヌスティ・ゴルフリンクス         | ボビー・コール                 | 南アフリカ共和国 | 3 & 2                                  | ロニー・シェード               |       |
| 1965                                    | ロイヤル・ポースコール               | マイケル・ボナラック           | イングランド     | 2 & 1                                  | クライブ・クラーク             |       |
| 1964                                    | ガントンGC                           | ゴードン・クラーク             | イングランド     | 39 holes                               | マイケル・ラント               |       |
| 1963                                    | セント・アンドリュース               | マイケル・ラント               | イングランド     | 2 & 1                                  | ジョン・ブラックウェル         |       |
| 1962                                    | ロイヤル・リヴァプール               | リチャード・デービス           | アメリカ合衆国   | 1 up                                   | John Povall                    |       |
| 1961                                    | ターンベリー                         | マイケル・ボナラック           | イングランド     | 6 & 4                                  | ジェームス・ウォーカー         |       |
| 1960                                    | ロイヤル・ポートラッシュ             | ジョー・カー                   | アイルランド     | 8 & 7                                  | ロバート・コクラン             |       |
| 1959                                    | ロイヤル・セントジョージズ           | ディーン・ビーマン             | アメリカ合衆国   | 3 & 2                                  | ビル・ハインドマン             |       |
| 1958                                    | セント・アンドリュース               | ジョー・カー                   | アイルランド     | 3 & 2                                  | Alan Thirlwell                 |       |
| 1957                                    | フォームビーGC                       | リード・ジャック               | スコットランド   | 2 & 1                                  | Harold Ridgley                 |       |
| 1956                                    | ロイヤルトルーン                     | John Beharrell                 | イングランド     | 5 & 4                                  | レスリー・テイラー             |       |
| 1955                                    | ロイヤルリザム&セントアンズ          | ジョー・コンラッド             | アメリカ合衆国   | 3 & 2                                  | Alan Slater                    |       |
| 1954                                    | ミュアフィールド                     | Douglas Bachli                 | オーストラリア   | 2 & 1                                  | ウィリアム・C・キャンベル      |       |
| 1953                                    | ロイヤル・リヴァプール               | ジョー・カー                   | アイルランド     | 2 up                                   | ハービー・ウォード             |       |
| 1952                                    | プレストウィック・ゴルフ・クラブ     | ハービー・ウォード             | アメリカ合衆国   | 6 & 5                                  | フランク・ストラナハン         |       |
| 1951                                    | ロイヤル・ポースコール               | ディック・チャップマン         | アメリカ合衆国   | 5 & 4                                  | チャールズ・コー               |       |
| 1950                                    | セント・アンドリュース               | フランク・ストラナハン         | アメリカ合衆国   | 8 & 6                                  | ディック・チャップマン         |       |
| 1949                                    | ポートマーノックGC                   | Samuel McCready                | アイルランド     | 2 & 1                                  | ウィリー・ターネサ             |       |
| 1948                                    | ロイヤル・セントジョージズ           | フランク・ストラナハン         | アメリカ合衆国   | 5 & 4                                  | Charles Stowe                  |       |
| 1947                                    | カーヌスティ・ゴルフリンクス         | ウィリー・ターネサ             | アメリカ合衆国   | 3 & 2                                  | ディック・チャップマン         |       |
| 1946                                    | ロイヤル・バークデール               | ジェームス・ブルーウン         | アイルランド     | 4 & 3                                  | Robert Sweeny Jr.              |       |
| 1940–45: Not played due to World War II |                                      |                                |                  |                                        |                                |       |
| 1939                                    | ロイヤル・リヴァプール               | アレクサンダー・カイル         | スコットランド   | 2 & 1                                  | A.A.ダンカン                   |       |
| 1938                                    | ロイヤルトルーン                     | Charles Yates                  | アメリカ合衆国   | 3 & 2                                  | Cecil Ewing                    |       |
| 1937                                    | ロイヤル・セントジョージズ           | Robert Sweeny Jr.              | アメリカ合衆国   | 3 & 2                                  | Lionel Munn                    |       |
| 1936                                    | セント・アンドリュース               | ヘクター・トムソン             | スコットランド   | 2 up                                   | ジム・フェリアー               |       |
| 1935                                    | ロイヤルリザム&セントアンズ          | ローソン・リトル               | アメリカ合衆国   | 1 up                                   | William Tweddell               |       |
| 1934                                    | プレストウィック・ゴルフ・クラブ     | ローソン・リトル               | アメリカ合衆国   | 14 & 13                                | J. Wallace                     |       |
| 1933                                    | ロイヤル・リヴァプール               | Hon. マイケル・スコット        | イングランド     | 4 & 3                                  | T.A.ボーン                     |       |
| 1932                                    | ミュアフィールド                     | ジョン・デ・フォレスト         | イングランド     | 3 & 1                                  | Eric Fiddian                   |       |
| 1931                                    | ロイヤル・ノースデボン               | エリック・マーティン＝スミス   | イングランド     | 1 up                                   | ジョン・デ・フォレスト         |       |
| 1930                                    | セント・アンドリュース               | ボビー・ジョーンズ             | アメリカ合衆国   | 7 & 6                                  | ロジャー・ウェザーレッド       |       |
| 1929                                    | ロイヤル・セントジョージズ           | シリル・トーリー               | イングランド     | 4 & 3                                  | J.ネルソン・スミス             |       |
| 1928                                    | プレストウィック・ゴルフ・クラブ     | フィリップ・パーキンス         | イングランド     | 6 & 4                                  | ロジャー・ウェザーレッド       |       |
| 1927                                    | ロイヤル・リヴァプール               | William Tweddell               | イングランド     | 7 & 6                                  | D.E. Landale                   |       |
| 1926                                    | ミュアフィールド                     | ジェス・スウィーツァー         | アメリカ合衆国   | 6 & 5                                  | A.F. Simpson                   |       |
| 1925                                    | ロイヤル・ノースデボン               | ロバート・ハリス               | スコットランド   | 13 & 12                                | Kenneth F. Fradgley            |       |
| 1924                                    | セント・アンドリュース               | アーネスト・ホルダーネス       | イングランド     | 3 & 2                                  | E.F. Storey                    |       |
| 1923                                    | ロイヤル・シンクポーツ               | ロジャー・ウェザーレッド       | イングランド     | 7 & 6                                  | ロバート・ハリス               |       |
| 1922                                    | プレストウィック・ゴルフ・クラブ     | アーネスト・ホルダーネス       | イングランド     | 1 up                                   | John Caven                     |       |
| 1921                                    | ロイヤル・リヴァプール               | ウィリー・ハンター             | スコットランド   | 12 & 11                                | アラン・グラハム               |       |
| 1920                                    | ミュアフィールド                     | Cyril Tolley                   | イングランド     | 37 holes                               | ロバート・A・ガードナー        |       |
| 1915–19: 第一次世界大戦のため中止       |                                      |                                |                  |                                        |                                |       |
| 1914                                    | ロイヤル・セントジョージズ           | J.L.C.ジェンキンス             | スコットランド   | 3 & 2                                  | Charles O. Hezlet              |       |
| 1913                                    | セント・アンドリュース               | ハロルド・ヒルトン             | イングランド     | 6 & 5                                  | ロバート・ハリス               |       |
| 1912                                    | ロイヤル・ノースデボン               | ジョン・ボール                 | イングランド     | 38 holes                               | エイブ・ミッチェル             |       |
| 1911                                    | プレストウィック・ゴルフ・クラブ     | ハロルド・ヒルトン             | イングランド     | 4 & 3                                  | E.A.ラッセン                   |       |
| 1910                                    | ロイヤル・リヴァプール               | ジョン・ボール                 | イングランド     | 10 & 9                                 | C.C. Aylmer                    |       |
| 1909                                    | ミュアフィールド                     | ロバート・マックスウェル       | スコットランド   | 1 up                                   | C.K.ハッチソン                 |       |
| 1908                                    | ロイヤル・セントジョージズ           | E.A.ラッセン                   | イングランド     | 7 & 6                                  | H.E.テイラー                   |       |
| 1907                                    | セント・アンドリュース               | ジョン・ボール                 | イングランド     | 6 & 4                                  | C.A. Palmer                    |       |
| 1906                                    | ロイヤル・リヴァプール               | ジェームス・ロブ               | スコットランド   | 4 & 3                                  | C.C. Lingen                    |       |
| 1905                                    | プレストウィック・ゴルフ・クラブ     | アーサー・バリー               | イングランド     | 3 & 2                                  | オズモンド・スコット           |       |
| 1904                                    | ロイヤル・セントジョージズ           | ウォルター・トラビス           | アメリカ合衆国   | 4 & 3                                  | エドワード・ブラックウェル     |       |
| 1903                                    | ミュアフィールド                     | ロバート・マックスウェル       | スコットランド   | 7 & 5                                  | ホレス・ハッチンソン           |       |
| 1902                                    | ロイヤル・リヴァプール               | Charles Hutchings              | イングランド     | 1 up                                   | シドニー・フライ               |       |
| 1901                                    | セント・アンドリュース               | ハロルド・ヒルトン             | イングランド     | 1 up                                   | ジョン・L・ロウ                |       |
| 1900                                    | ロイヤル・セントジョージズ           | ハロルド・ヒルトン             | イングランド     | 8 & 7                                  | ジェームス・ロブ               |       |
| 1899                                    | プレストウィック・ゴルフ・クラブ     | ジョン・ボール                 | イングランド     | 37 holes                               | フレディ・テイト               |       |
| 1898                                    | ロイヤル・リヴァプール               | フレディ・テイト               | スコットランド   | 7 & 5                                  | S. Mure Fergusson              |       |
| 1897                                    | ミュアフィールド                     | ジャック・アラン               | スコットランド   | 4 & 2                                  | ジェームス・ロブ               |       |
| 1896                                    | ロイヤル・セントジョージズ           | フレディ・テイト               | スコットランド   | 8 & 7                                  | ハロルド・ヒルトン             |       |
| 1895                                    | セント・アンドリュース               | レスリー・バルフォア＝メルビル | スコットランド   | 19 holes                               | ジョン・ボール                 |       |
| 1894                                    | ロイヤル・リヴァプール               | ジョン・ボール                 | イングランド     | 1 up                                   | S. Mure Fergusson              |       |
| 1893                                    | プレストウィック・ゴルフ・クラブ     | P.C.アンダーソン               | スコットランド   | 1 up                                   | ジョニー・レイドレイ           |       |
| 1892                                    | ロイヤル・セントジョージズ           | ジョン・ボール                 | イングランド     | 3 & 1                                  | ハロルド・ヒルトン             |       |
| 1891                                    | セント・アンドリュース               | ジョニー・レイドレイ           | スコットランド   | 20 holes                               | ハロルド・ヒルトン             |       |
| 1890                                    | ロイヤル・リヴァプール               | ジョン・ボール                 | イングランド     | 4 & 3                                  | ジョニー・レイドレイ           |       |
| 1889                                    | セント・アンドリュース               | ジョニー・レイドレイ           | スコットランド   | 2 & 1                                  | レスリー・バルフォア＝メルビル |       |
| 1888                                    | プレストウィック・ゴルフ・クラブ     | ジョン・ボール                 | イングランド     | 5 & 4                                  | ジョニー・レイドレイ           |       |
| 1887                                    | ロイヤル・リヴァプール               | ホレス・ハッチンソン           | イングランド     | 1 up                                   | ジョン・ボール                 |       |
| 1886                                    | セント・アンドリュース               | ホレス・ハッチンソン           | イングランド     | 7 & 6                                  | Henry Lamb                     |       |
| 1885                                    | ロイヤル・リヴァプール               | アラン・マクフィー             | イングランド     | 7 & 6                                  | ホレス・ハッチンソン           |       |

## 歴代優勝回数
- 8回： ジョン・ボール（1888、1890、1892、1894、1899、1907、1910、1912）
- 5回： マイケル・ボナラック（1961、1965、1968、1969、1970）
- 4回： ハロルド・ヒルトン（1900、1901、1911、1913）
- 3回： ジョー・カー（英語版）（1953、1958、1960）

全英アマと全英オープンの両大会で優勝した選手:
- ジョン・ボール – 1888, 1890, 1892, 1894, 1899, 1907, 1910, 1912 全英アマ; 1890 全英オープン
- ハロルド・ヒルトン – 1900, 1901, 1911, 1913 全英アマ; 1892, 1897 全英オープン
- ボビー・ジョーンズ – 1930 全英アマ; 1926, 1927, 1930 全英オープン